# Pyrgulopsis avernalis
The Moapa pebblesnail, danh pháp khoa học Pyrgulopsis avernalis, là một loài ốc nước ngọt nhỏ có nắp, là động vật chân bụng sống dưới nước động vật thân mềm trong họ Hydrobiidae. Nó là loài đặc hữu của Hoa Kỳ. This species natural habitat is sông, và Chúng hiện đang bị đe dọa vì mất nơi sống.
The common name is based ở name of the Moapa Valley, Nevada.